# Szélturbina

Egy modern szélkerék

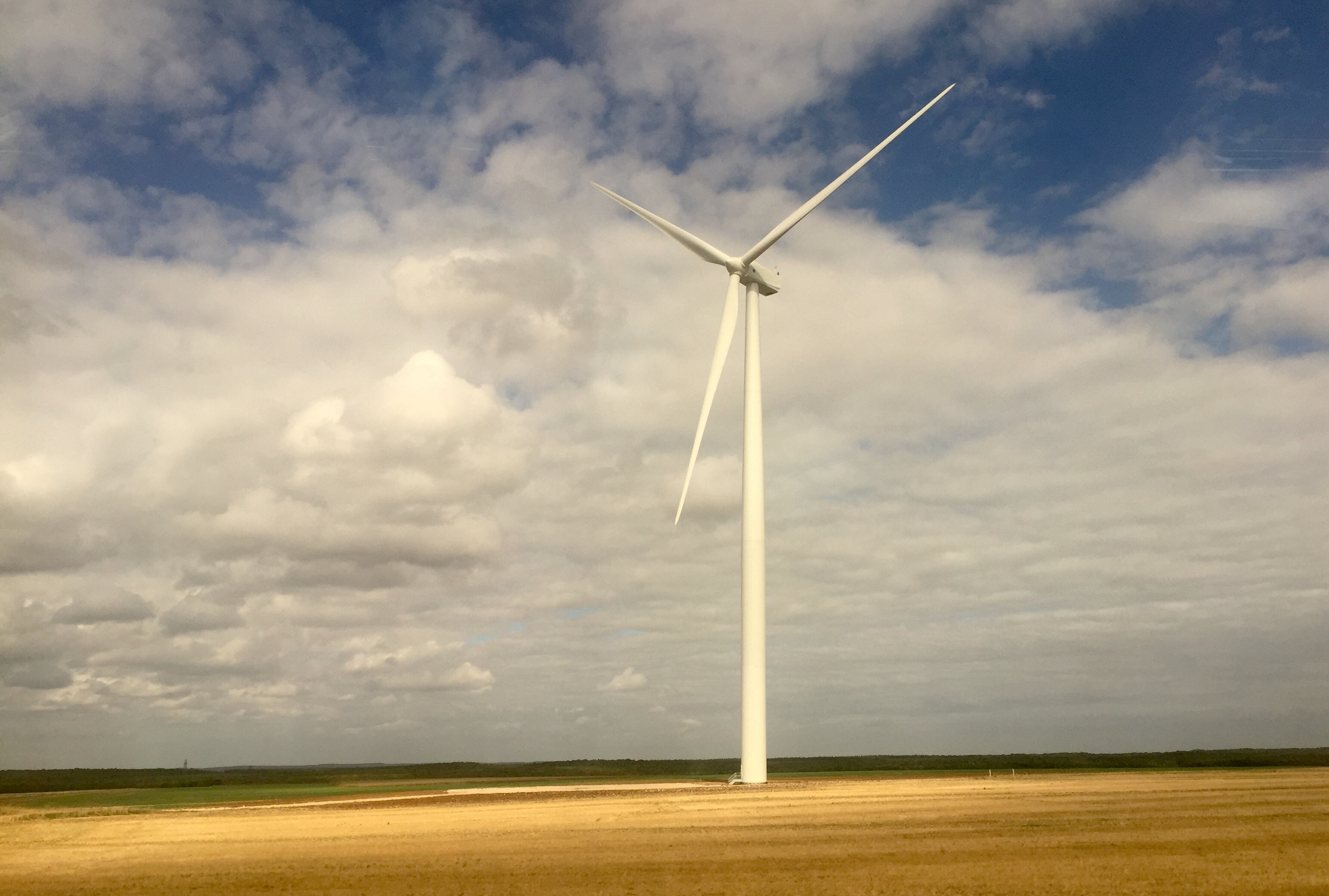
Szélturbina Franciaországban

A szélturbina a szél energiáját egy lapátszerkezet segítségével forgó mozgássá alakító és azt villamos áram előállítására hasznosító szerkezet. A szélenergia megújuló energia, melyet a szélmotor (szélturbina) fog be. A szélturbinák folyamatos műszaki felügyeletet és rendszeres karbantartást igényelnek. Viszonylag kevés káros hatással vannak a környezetre. Háromfázisú áram termelése történik, mely kis veszteséggel szállítható nagyobb távolságokra is. 
A szélturbinák elődje a szélmalom és szélkerék, mely a szélből nyert mozgási energiát használta fel például gabona őrlésére, vízszivattyúk működtetésére.
Mivel a szélenergia az esetleges rendelkezésre állású megújuló energiaforrások közé tartozik (egy adott helyen nem mindig és nem mindig ugyanakkora sebességgel fúj a szél), így a szélenergiával termelt villanyáram tényleges mennyisége és rendelkezésre állása kiszámíthatatlan. E tulajdonsága felhasználásának egyik legfontosabb korlátja.
A szél sebessége a magassággal nő (Herrmann-képlet), közelítőleg
{\displaystyle {\frac {v_{2}}{v_{1}}}=\left({\frac {h_{2}}{h_{1}}}\right)^{\frac {1}{5}}}
ahol 
- v1 a szélsebesség a talajközeli h1 magasságban,
- v2 a h2 magassághoz tartozó szélsebesség.

Az 1/5-ös hatványkitevő egy átlagérték, valójában egy adott helyen napi és éves ingadozása van.
A szélturbináknak alapvetően három típusa létezik:
1. A vízszintes tengelyű szélturbina a legelterjedtebb típus, itt a turbinalapátok és a generátor egy tartóoszlop vagy torony tetején helyezkedik el. Az ideális teljesítmény érdekében szélirányba kell forgatni a hajtóművet.
2. A függőleges tengelyű szélturbina forgótengelye függőlegesen helyezkedik el, így nem szükséges az irányítólapát.
3. További, különleges kialakítású szélturbina.

## A ma legelterjedtebb vízszintes tengelyű turbinák szerkezeti felépítése

A szélkerék felépítése (számozás kifejtése a szövegben)

- 1.: vasbeton vagy vasalt beton alaptest
- 2.: csatlakozás az elektromos hálózathoz
- 3.: torony
- 4.: belső létra
- 5.: forgózsámoly/szélirányba-fordító
- 6.: nacella/gondola
- 7.: generátor
- 8.: szélsebességmérő
- 9.: fék
- 10.: sebességváltó mű (egyes generátorfajtáknál ez az elem hiányzik)
- 11.: forgólapát
- 12.: állásszög-szabályzó
- 13.: rotortengely

A szélturbinák esetleges rendelkezésre állású energiaforrások, az általuk előállított villanyáram mennyisége a mindenkori szélsebességtől függ. Ennek megfelelően a szélturbinák egyik kiemelkedő fontosságú jellemzője a teljesítménygörbe, amely megmutatja, hogy mekkora szélsebességnél mekkora leadott teljesítmény várható. A turbinák névleges teljesítményéhez tartozik egy névleges szélsebesség is, a névleges szélsebesség elérése után már nem nő tovább a leadott teljesítmény.

Szélturbina idealizált teljesítménygörbéje

Azt, hogy egy adott helyen és időpillanatban a levegőből mekkora energia nyerhető ki a levegő mindenkori áramlási sebessége és fajlagos sűrűsége határozza meg. Azonban egy szélkerék vagy turbina, ahogy arra Albert Betz német fizikus áramlástani kutatásai nyomán rámutatott, még elméletben sem tudja kinyerni a turbinára érkező szél energiájának egészét. A tömegmegmaradás és energiamegmaradás fizikai törvénye miatt az elméletileg elérhető kimeneti teljesítmény:
{\displaystyle P={\frac {16}{27}}{\frac {1}{2}}\rho v^{3}A={\frac {8}{27}}\rho v^{3}A}
ahol:
- P a turbina kimenő teljesítménye
- A a rotor által bejárt felület
- ρ a levegő fajlagos sűrűsége
- v a rotorra érkező légáram sebessége

Tehát a turbinára érkező szél mozgási energiájának legfeljebb 16⁄27 része, azaz 59,3 százaléka nyerhető ki egy veszteségmentes ideális turbinával. Ez az 59,3 százalék a Betz-féle határérték. Ezt a valóságban természetesen a fellépő különféle veszteségek miatt nem lehet elérni, így a valós turbinák hatásfoka ennél az elméleti értéknél jóval alacsonyabb.

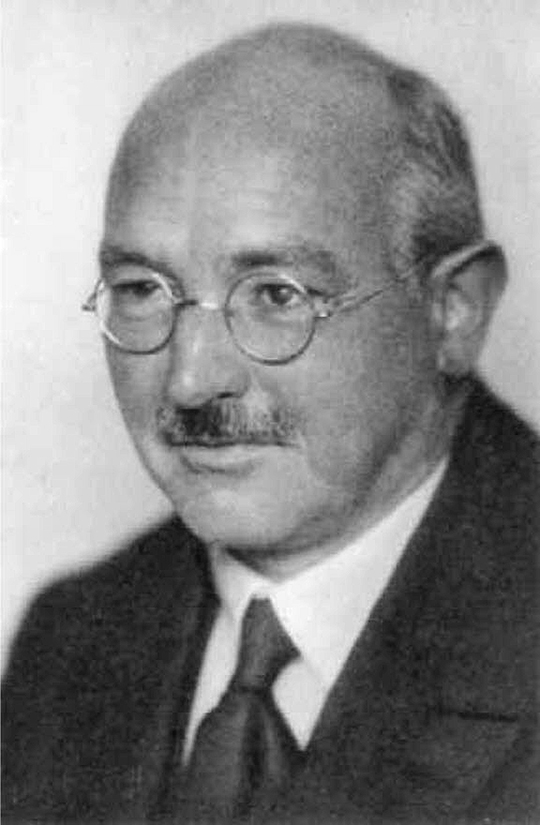
Albert Betz német fizikus áramlástani kutatásaival fontos szerepet játszott a repüléstudomány és a turbinatechnika fejlődésében

A szélturbinák valós hatásfokára a forgólapátok geometriája, a rajtuk alkalmazott szárnyszelvény vagy szárnyszelvények (a ma használatos lapátok többsége a lapát tövétől a lapátcsúcsig többféle szelvényt alkalmaz) és a mozgó tömeg vannak a legnagyobb hatással. Vagyis egy hatékony turbinához jól megtervezett geometriájú és a lehető legkisebb tömegű lapátokra van szükség. A tömeg csökkentésének a szilárdsági követelmények szabnak alsó korlátot. Villamosáramot termelő szélturbináknál emellett számolni kell az erőátviteli elemek (tengely, sebességváltó mű stb.) tömegéből és a csapágyak súrlódásából eredő, a villamos generátor hatásfokából, valamint a generátor termelte villanyáram kapcsolóüzemű feszültségátalakítókban történő frekvencia- és feszültségszabályzásának hatásfokából származó veszteségekkel is.
A szélturbinák veszteségei légörvények, hőfejlődés és különféle rezgések formájában jelentkeznek. A rezgések közül a legközismertebb a turbinák keltette hang, aminek egy része szerkezeti zaj, egy része pedig légzaj, amit a forgó lapátok keltenek. A keltett rezgések és zaj fizikai és akusztikai jellemzői a turbinák méretének függvényében változnak. Az ipari méretű szélturbinák üzemi zaja a nacellánál mérve 110~120 dBA, ami egy sugárhajtású repülőgép közvetlen közelében mérhető zajjal egyenértékű.
A szélturbinák által keltett jelentős zaj, az ezzel okozott zajszennyezés felhasználásuk egyik fontos korlátja, ezért a zajt igyekszenek különféle műszaki megoldásokkal csökkenteni. Az egyik ilyen megoldás a villanyáram termelésére legyakrabban használt gyorsjáratú aszinkron generátorok lecserélése lassújáratú, magas pólusszámú szinkron generátorokra, amelyeket sebességváltó mű beiktatása nélkül, közvetlenül hajthat meg a lapátkerék. A váltómű elhagyása és az alacsony fordulatszámú generátor miatt az ilyen közvetlen hajtású szélturbinák szerkezeti zaja jelentősen csökken közvetett hajtású megfelelőikhez képest.

## A szélturbina-technika fejlődése 1980 óta

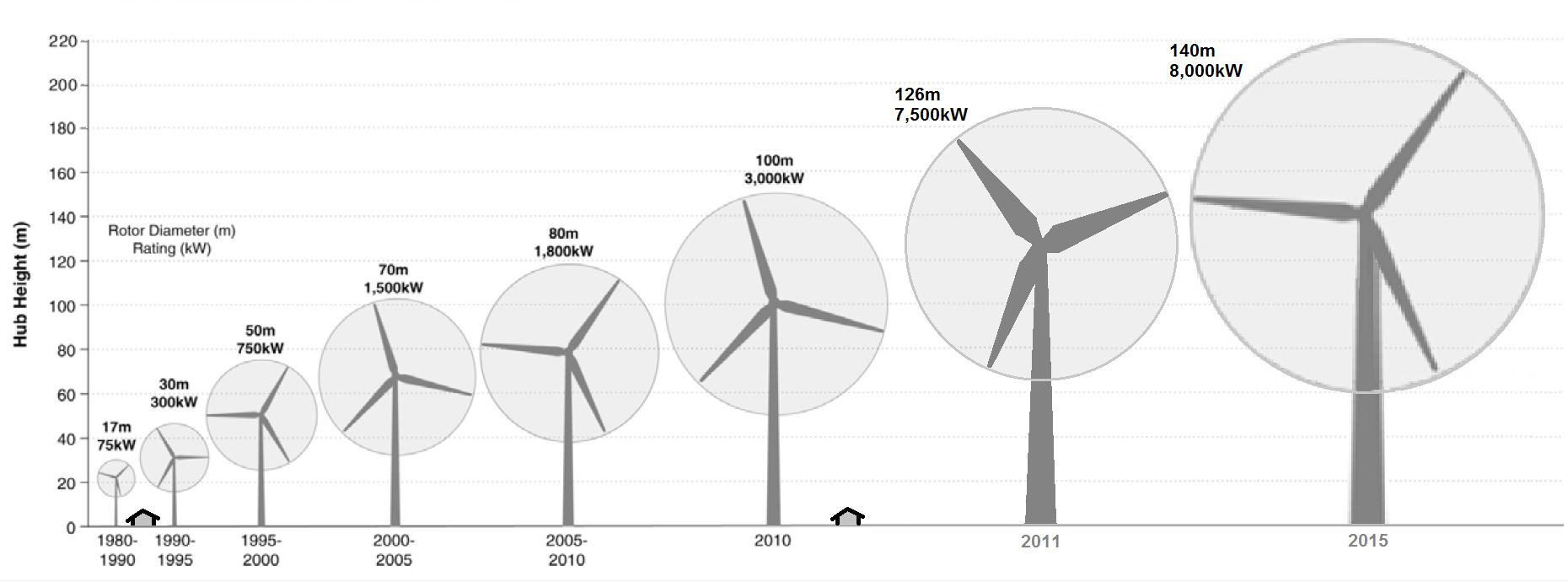
Szélturbinák méretváltozása 1980 és 2015 közt

Az 1980-as évek óta az alkalmazott technológia sokat fejlődött. A számítógépes modellezés és a nagy teljesítményű kompozitanyagok felhasználásával a turbinák mérete és teljesítménye többszörösére nőtt. Jelenleg (2025) már nem ritkaság a 175 méteres toronymagasság és 175 méteres rotorátmérő a szárazföldi szélturbináknál, a 200 méter feletti toronymagasság és a 235 méteres rotorátmérő a tengeri telepítésű turbináknál.
Az első tengeri (offshore) szélerőmű 1991-ben épült a dániai Lolland szigetén, Vindeby város partjai mentén. Az erőmű 11 darab 450 kW teljesítményű turbinából állt. A rotorok átmérője 35 méter volt. Az erőművet 2015 és 2017 közt üzemen kívül helyezték és elbontották. Működése során egy-egy turbinája éves átlagban 907 MWh villanyáramot termelt, ami a beépített névleges turbinateljesítmény 23 százaléka.
A szélenergia előállítási költsége folyamatosan csökken, a napenergiával együtt ma már az egyik legolcsóbb módja az áramtermelésnek.
A világ szélenergia-termelése gyorsan növekszik, több helyen már ma is fontos szerepet játszik az áramtermelésben. Dánia áramtermelésének a 48%-a, Írország áramtermelésének pedig a 33%-a származik éves szinten csak a szélenergiából.

## Magyarországon
Hazánk területén alacsony, 2–6 m/s közé tehető az átlagos szélsebesség, a szeles napok éves átlaga pedig csak 131. Ennek eredményeként csak kevés olyan terület akad az országban, ahol szélerőmű hatékonyan és gazdaságosan üzemeltethető.
Az első magyar szélturbinát Inotán, a Bakonyi Erőmű területén állították fel, 2000-ben. A harmincméteres oszlopon harmincméteres lapátkerék és 250 kW névleges teljesítményű generátor kapott helyet. 2001-ben újabb turbina létesült Kulcson, 2031-ig szóló működési engedéllyel. Az itt felállított turbina 65 méteres oszlopán 44 méteres lapátkerék és 600 kW névleges teljesítményű közvetlen hajtású generátor kapott helyet.
A Kárpát-medence északnyugati részén, elsősorban a Mosoni-síkságon a szél erőssége és mennyisége eléri a gazdaságos üzemeltetéshez szükséges mértéket. Ennek megfelelően ezen a vidéken már ma is nagy számú szélturbina üzemel. Szélerőműparkokat találunk Mosonmagyaróvár, Levél, Mosonszolnok, Sopronhorpács, Völcsej, Lövő, Nagylózs, Sopronkövesd, Ikervár, Csénye, Vép, Ostffyasszonyfa, Ács, Nagyigmánd, Kocs határában. A tervezett építések közül a Kőszegpaty–Acsád térsége, Bonyhád északi oldalán lévők még előkészítés fázisában vannak. 2022-es adatok szerint a technológia fejlődésének (azaz a sokkal magasabb, 100 méter feletti magasságú tornyoknak) köszönhetően azokon a területeken, ahol éves átlagban 3,5–4 m/s, vagy ennél magasabb szélsebességet mérnek – az Alföld középső része, a Dunántúli-középhegység, az Észak-Dunántúl – hatékonyan hasznosítható lenne a szélenergia.
Jelenleg (2025) Magyarországon 172 olyan ipari méretű szélturbina áll, ami csatlakozik a közüzemi hálózathoz. Ezek névleges összteljesítménye 329 325 kW.
A magyar Országgyűlés 2016-ban olyan törvényt hozott, amely ellehetetlenítette további szélerőművek építését, mivel a törvény előírásai szerint csak olyan helyre lehetett szélturbinát építeni Magyarországon, mely minimum 12 km-es távolságra volt a legközelebbi lakott területtől. Magyarországnak azonban a sűrű beépítettsége miatt nincs olyan pontja, ahol ne lenne 12 km-en belül lakott terület, így ezzel a törvénnyel ellehetetlenítették a szélerőművek építését.
A szélenergia háttérbe szorítását a kormányzat azzal indokolta, hogy szélenergia tekintetében Magyarország kevésbé jó lehetőségekkel rendelkezik, mint más európai országok. Ennek megfelelően elsősorban más, az ország adottságait megfelelően kihasználó megújuló energiaforrások felhasználását részesítik előnyben, mint amilyenek a naperőművek, a földhő és a biomassza.
2023 végén elfogadott törvénymódosításokkal a védőtávolságot 700 méterre csökkentették (azonban ezt a védőtávolságot a nemzetgazdasági szempontból kiemelt jelentőségű beruházások esetében nem kell betartani), a turbinatornyok magasságát pedig 130 méterben maximálták (a 130 méteres határ a turbinát tartó oszlop magasságára vonatkozik).
2024-ben pályázatot írtak ki új szélerőművi kapacitások létesítésére. Ezeken két pályázó összesen 695 MW névleges teljesítményű szélerőmű telepítésére szerzett jogot, a Győr-Moson-Sopron vármegyei Vadosfa térségében történő 400 kV feszültségű csatlakozással.

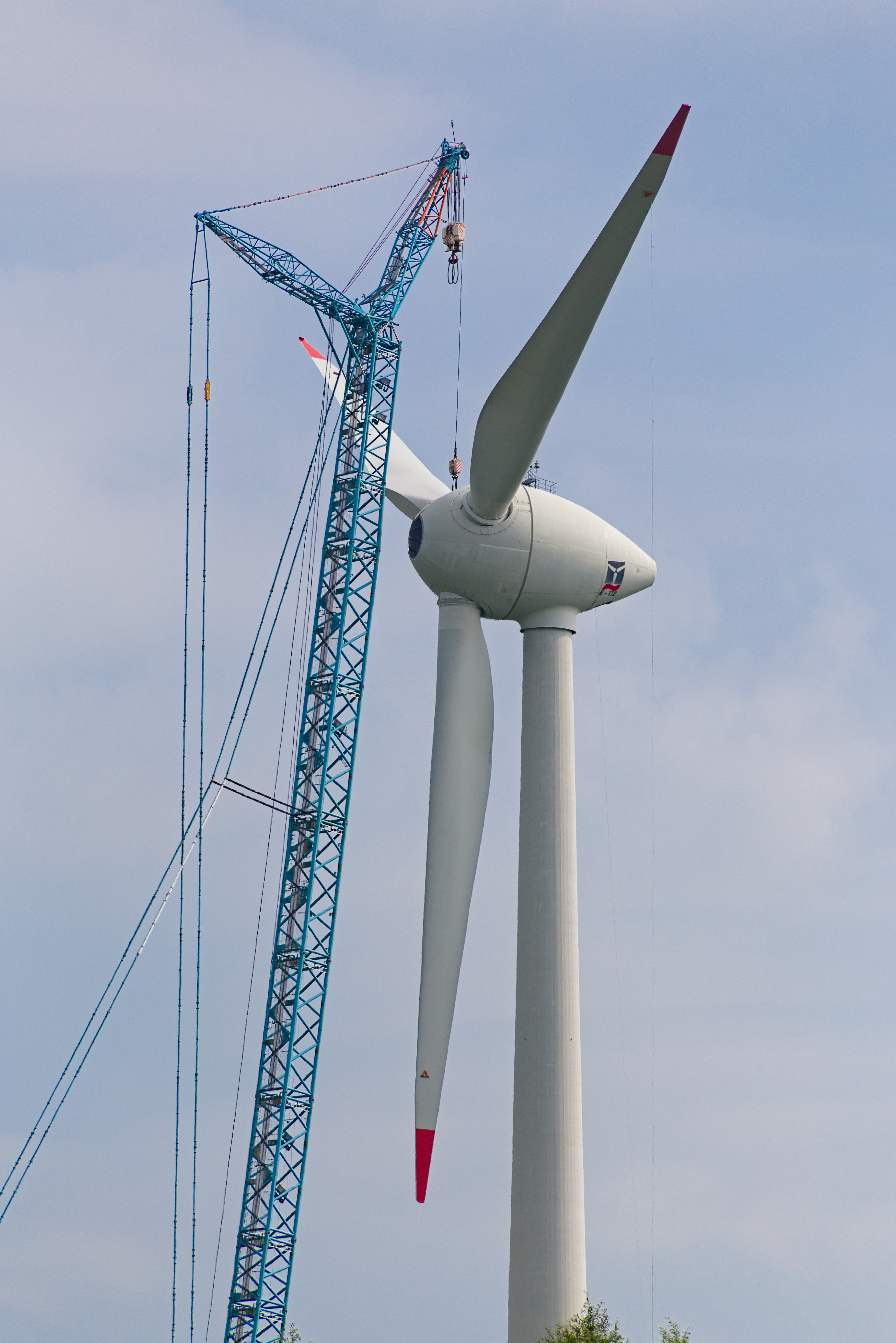
Egy telepítés alatt álló szélturbina

## Környezetre, tájképre és emberi egészségre gyakorolt hatások
A szélenergiát hasznosító erőművek környezetre, tájképre és emberi környezetre gyakorolt hatásai széleskörűek, kiterjedtek, és jelenleg még nem megfelelően vizsgáltak.
Az egyik jelentős kezeletlen környezeti hatás a szélerőművek által okozott környezetterhelés. A jelenleg alkalmazott ipari méretű szélturbinák tervezett élettartama 20~25 év. A turbinák tornyaihoz használt nagy tömegű beton alaptesteknek és a turbinák üvegszál- és szénszálerősítésű műanyag széllapátjainak újrahasznosítása és/vagy ártalmatlanítása jelenleg nem megoldott.

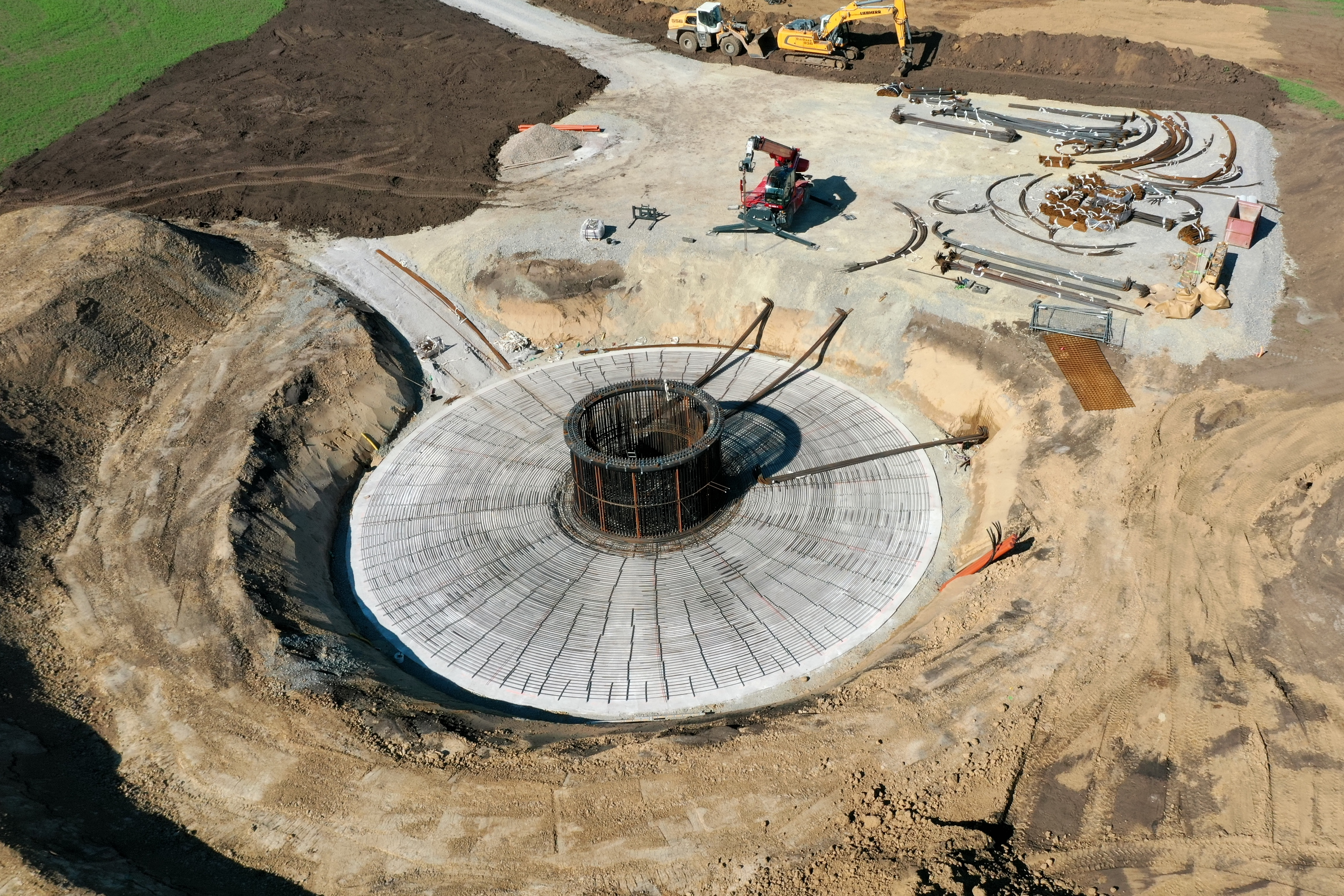
Szélturbina beton alaptestének építése Türingia területén, 2025

Egy 5 MW teljesítményű turbina beton alapteste közelítőleg 25 méter átmérőjű, öntéséhez 823 köbméter, azaz kb. 2000 tonna betont és 100 tonna betonvasat használnak fel.
Az alaptest mérete a szélturbina toronymagasságának és rotorátmérőjének megfelelően nő. Az alaptest teszi ki a szélturbinák teljes tömegének közelítőleg 75 százalékát. A beton alaptestek visszabontása, a kitermelt vasalt beton újrahasznosítása jelenleg nem megoldott. Az alaptesteket jobbára csak a földfelszín alatti 60–120 cm mélységig bontják vissza, a bontás tetemes költsége és műszaki kihívásai miatt. Az elbontott beton egy kis részét aggregátként újra hasznosítják alacsonyabb műszaki elvárásokat támasztó betonszerkezetekben.
A széllapátok kompozit műanyagának újrahasznosítása/ártalmatlanítása jelenleg nem megoldott. Azonban e hulladék mennyisége évről évre nő. Egy 2023-as európai tanulmány a 2022-ig megépült és ismert tervezett szélerőműveket lajstromba véve arra jutott, hogy a 2050-ig  üzemből kivont turbinalapátok össztömege  közelítőleg 7,5 millió tonna. A lapátok jellegzetessége, hogy egy ép lapát átlagos fajlagos tömege csak 33 kg/m3, így ez a 7,5 millió tonna turbinalapát 228 millió köbméter hulladékot jelent. A nagy szilárdságú üveg- vagy szénszál erősítésű műanyagszerkezetek kezelésének jelenleg legelterjedtebb módja a szeméttelepeken történő elföldelés. Mivel az érintett hulladék mennyisége évről évre nő (ezeket az anyagokat kiterjedten alkalmazza a gépjármű- és repülőgépipar is), ez a megoldás hosszabb távon környezetvédelmi szempontból járhatatlan. Viszonylag kis mennyiséget égetőművekben és/vagy cementégetőkben semmisítenek meg, ezzel némi energiát visszanyerve. Folynak kísérletek a rostanyag visszanyerésére, de az így visszanyert anyag csak jóval alacsonyabb műszaki elvárások teljesítésére képes.
A szélerőművek felületre vetített fajlagos teljesítménye igen alacsony. Ez a W/m2 mértékegységben kifejezett mutató azt jelzi, mekkora területre van szükség egységnyi energia, esetünkben egységnyi mennyiségű villamosáram előállításához. E mutató középértéke szélerőműveknél 1,84 W/m2, fotovoltaikus erőműveknél 6,63 W/m2, nukleáris erőműveknél 240,81 W/m2, gázüzemű erőműveknél 482,1 W/m2. Az MVM Paksi Atomerőmű 240 hektáron állít elő 2 gigawatt villamosáramot, azaz felületre vetített fajlagos teljesítménye közelítőleg 833 W/m2.
A nagy kiterjedésű erőművi telepek, a kiterjedt telepek szélturbináit összekötő kiszolgálóutak jelentős élőhelyvesztést és -töredeződést okoznak. Ezeken az erősen töredezett és bolygatott élőhelyeken kevés faj marad meg. A nagy sebességgel forgó turbinalapátok (A szélerőművek szélturbinái jellemzően 5 m/s (18 km/h) szélsebességnél kapcsolnak be, és biztonsági okokból 25 m/s (90 km/h) szélsebességnél állnak le. Ennek megfelelően a szélturbinák lapátcsúcsai közelítőleg 90 km/h és 270 km/h közti sebességgel forognak.) súlyosan veszélyeztetik a repülő állatokat, ideértve a rovarokat, repülő kisemlősöket (elsősorban a denevéreket) és madarakat egyaránt.
A szélerőművek jelentős zajt és erőteljes alacsonyfrekvenciás (20 Hz alatti frekvenciájú) rezgéseket, valamint fény-árnyék villódzást keltenek. E zaj, rezgések és villódzás mind az élővilágot, mind az embereket zavarja. A szélerőművek környezeti/élettani hatásainak e szegmensét mind a mai napig nem vizsgálták tárgyilagos módon, azonban a szélerőművi telepek közelében fekvő ingatlanok jelentős, 5~10 százalékos értékvesztése jelzi, hogy senki nem él szívesen azok közelében.
A szélerőművek energiát vonnak ki a légkörből, ami a turbinák keverő hatásával együtt jól kimutatható mértékben hatással van szűkebb és tágabb környezetük mikro- és mezoklímájára. A nagyobb méretű szélerőművek megváltoztatják tágabb környezetük hő- és páraviszonyait, befolyásolják a felhőképződést.
A tengeri szélerőművek kapcsán derült fény arra, hogy az agresszív sósvízi környezetben a szélturbinák aktív korrózióvédelmére  használt anódanyagok, mint az alumínium, cink és indium jelentős, évi több ezer tonnás mennyiségben kerülnek a tengervízbe az Európában jelenleg üzemben lévő tengeri szélerőművekből. Azonban ezek a toxikus elemek a tengerben nem bomlanak le, hanem a vízben elkeveredve a távolsággal hígulnak, illetve kiülnek és felhalmozódnak a tengeri üledékben. Hatásuk a tengeri élővilágra, a halak és puhatestűek halászatára, az ehető tengeri növények gyűjtésére és az akvakultúrás termesztésre-tenyésztésre nézvést is végzetes lehet, mivel ezek az emberekre is ártalmas fémek felhalmozódnak az emberi fogyasztásra szánt tengeri élőlények szervezetében.

## Lásd még

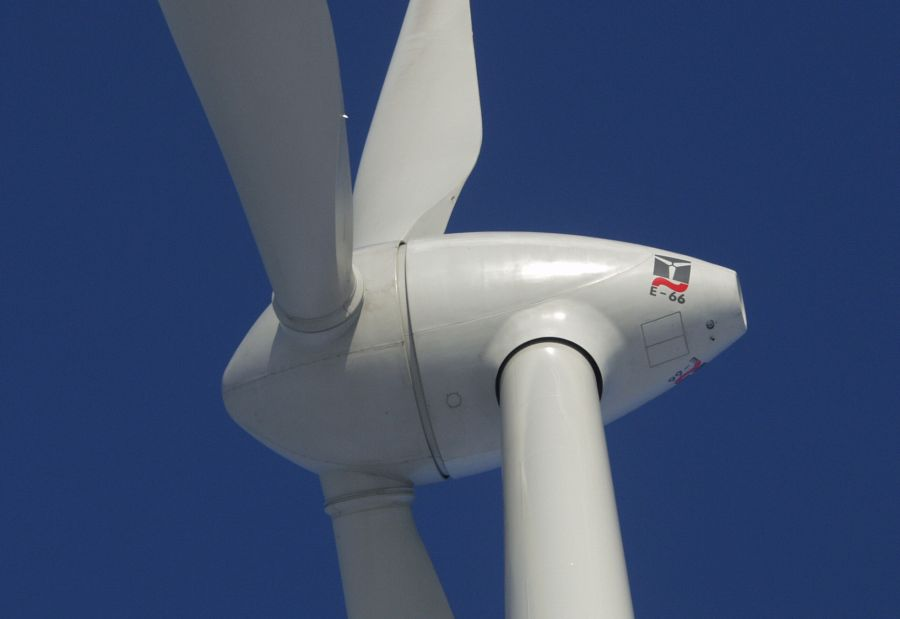
Szélturbina gondolája

- Szélenergia
- Szélfarm

## Külső hivatkozások
- A szélenergia
- A villamos szélerőgépek működése
- A szélenergiát hasznosító berendezések fejlődése
- Szélturbina Archiválva 2011. október 9-i dátummal a Wayback Machine-ben – Natúrenergia.hu
- Mozgó koporsóban jutottunk fel a szélerőmű tetejére – Index, 2011. május 20.